# Battaglia di Jamrud
La battaglia di Jamrud fu combattuta tra l'emirato dell'Afghanistan e l'impero Sikh il 30 aprile 1837. Si trattò dell'ultimo sforzo compiuto dall'emiro Dost Mohammed Khan per riconquistare la capitale afghana invernale di Peshawar. La guarnigione del forte di Jamrud riuscì a tenere a bada gli afghani finché non arrivarono i rinforzi sikh.

## Contesto
Dopo il consolidamento dell'impero Sikh nel Punjab, il maharaja Ranjit Singh invase a più riprese i territori controllati dagli afghani. Negli anni precedenti gli afghani avevano già perso molti territori, occupati dai sikh, e avevano visto il loro impero, un tempo potente, ridursi a seguito della perdita del Punjab, di Multan, del Kashmir, di Derajat, di Hazara, di Balakot, di Attock, di Peshawar e di Jamrud.

## La battaglia
Verso la fine del 1836, il sardar Hari Singh Nalwa attaccò e catturò il piccolo ma strategico villaggio fortificato di Jamrud, situato sul versante meridionale di una catena mantuosa all'imbocco del passo Khyber. Con la conquista di Jamrud, l'impero Sikh confinava ora con l'Afghanistan.
Nel 1837, approfittando del fatto l'esercito sikh si trovava a Lahore per il matrimonio di Nau Nihal Singh (nipote di Ranjit Singh), Dost Mohammad Khan inviò un esercito guidato dai suoi figli a Peshawar, per scacciarne i sikh. Nello scontro del 30 aprile 1837 a Jamrud, Hari Singh Nalwa fu ferito mortalmente. Molti testimoni oculari sostengono che Hari Singh Nalwa, prima di morire, ordinò di appendere il suo cadavere fuori dal forte per scoraggiare gli afghani dall'attaccare, facendo loro credere che fosse ancora vivo. La guarnigione sikh continuò a combattere finché non arrivarono rinforzi da Lahore: gli afghani furono respinti e si ritirarono a Kabul.

## Esito della battaglia
L'esito della battaglia è controverso. Alcuni storici ritengono che la mancata conquista da parte degli afghani di Jamrud e della città di Peshawar sia stata una vittoria per i sikh. Altri sostengono che con l'uccisione di Hari Singh Nalwa gli afghani abbiano riportato una vittoria. James Norris afferma che la battaglia fu inconcludente.